# Oliver Ruano
Oliver Ruano (Madrid, 1992) è un attore e modello spagnolo, noto per aver interpretato il ruolo di Tirso Noguera nella soap Un altro domani (Dos vidas).

## Biografia
Oliver Ruano è nato nel 1992 a Madrid (Spagna), e ancora prima di diventare un attore ha intrapreso la carriera di modello.

## Carriera
Oliver Ruano ha conseguito la sua laurea in business administration e management, con un successivo master in digital marketing. Si è interessato alla moda, occupandosi del proprio marchio di abbigliamento e gioielli personalizzati, Uncommon Nomads. All'età di trent'anni ha cambiato più volte la sua professione. Nel corso della sua carriera di modello ha sfilato anche per il marchio MangoI.
Nel 2020 ha preso parte al cast delle serie La que se avecina. L'anno successivo, nel 2021, ha recitato nella serie Libertad. Nel 2021 e nel 2022 è stato scelto per interpretare il ruolo di Tirso Noguera nella soap opera in onda su La 1 Un altro domani (Dos vidas) e dove ha recitato insieme ad attori come Laura Ledesma, Cristina de Inza, Aída de la Cruz e Miguel Brocca.

## Filmografia

### Televisione
- La que se avecina – serie TV (2020)
- Libertad – serie TV (2021)
- Un altro domani (Dos vidas) – soap opera, 255 episodi (2021-2022)
- Suspicious Minds (Ladrones: La tiara de santa Águeda) – serie TV, 6 episodi (2025)

## Doppiatori italiani
Nelle versioni in italiano dei suoi film e delle sue serie TV, Oliver Ruano è stato doppiato da:
- Manuel Meli[14] in Un altro domani[15]
- Jacopo Lo Conte in Suspicious Minds